# Rigidoporus camschadalicus
Rigidoporus camschadalicus är en svampart som först beskrevs av Erast Parmasto, och fick sitt nu gällande namn av Domanski 1974. Rigidoporus camschadalicus ingår i släktet Rigidoporus och familjen Meripilaceae.   Inga underarter finns listade i Catalogue of Life.